# Nino Pekarić
Nino Pekarić (en serbe cyrillique : Нино Пекарић), (né le 16 août 1982) est un footballeur serbe, évoluant au poste de défenseur.

## Clubs successifs
- 2000-2004 :  FK Radnički Obrenovac
- 2004-fév. 2008 :  FK Vojvodina Novi Sad
- fév. 2008-fév. 2011 :  FC Dinamo Bucarest
  - 2008-2009 :  Etoile Rouge de Belgrade (prêt)
- fév. 2011-2011 :  FK Novi Sad
- 2011-2012 :  Nea Salamina Famagouste
- jan. 2013-2013 :  Hajduk-Rodic MB Kula
- 2013-jan. 2014 :  FK Novi Pazar
- depuis jan. 2014 :  FK Vojvodina Novi Sad

## Palmarès
- Coupe de Serbie : 2014